# 貝克街搶案
貝克街搶案（英語：Baker Street robbery）是一起發生於1971年9月11日夜間，英國駿懋銀行（Lloyd's）倫敦一家分行的保險箱搶案。事件名稱源自於該銀行所處的倫敦貝克街與瑪莉勒本路交叉口。

## 經過
這起劫案主要是由Anthony Gavin策畫的。計劃的靈感來自於亞瑟·柯南·道爾（Arthur Conan Doyle）的短篇小說《紅髮聯盟》（The Red-Headed League）。
當時搶匪們租下與銀行間隔兩戶，名為皮囊（Le Sac）的一家皮件店，挖通一條長約15公尺的地道，通過皮件店與銀行中間的小雞客棧（Chicken Inn Restaurant）下方。為防止被發覺，搶匪們只在周末進行作業。一開始他們打算使用千斤頂在保險庫地板開洞，但失敗，改使用熱噴槍也沒有作用，最後是使用炸藥才成功在保險庫地板炸開了一個洞。
事件發生當時，一名無線電玩家羅伯特·羅蘭斯，在晚上11點左右攔截到搶匪與屋頂上把風者的對話。他通知警方，並錄下搶劫中的對話內容，可是卻沒有足夠的資訊顯示是哪一家銀行正被竊盜。到了凌晨2點左右一名資深警官決定審慎處理這份情報，他通令無線電追蹤車搜尋該幫匪徒。警方於是巡查了羅蘭斯的無線電可接收範圍方圓10英里內的750家銀行，包含本案發生的貝克街銀行在內。當時搶匪仍在銀行裡面，可警方卻沒能發現，只因為銀行外的安全門是鎖著的。搶匪總共獲得150萬英鎊（以2006年幣值計，折合1600萬英鎊）以及保險箱內的貴重物品。被竊財物總合據當時估算接近300萬英鎊（以2006年幣值計，折合3200萬英鎊）。
闖入後不久，警察發現了該團伙的成員。因其中一個竊賊本傑明·沃爾夫（Benjamin Wolfe）以他自己的名字簽署了皮件店 Le Sac 的租約，此外還有告密者提供了導向加文的信息。1971年10月，警察逮捕了Wolfe，Gavin，Reg Tucker 和 Thomas Stephens。警方繼續尋找該團伙的其他成員，包括一名女人，並持續了五年，但之後沒有再逮捕到任何人。Gavin，Tucker和Stephens被判處十二年徒刑；Wolfe被判處八年徒刑。
获悉多名参与者声称，抢劫的最终目的是为了获得银行保险柜当中玛格丽特公主裸照。
据称玛格丽特公主曾同时和好几位情人发生过绯闻，包括英国前首相道格拉斯·霍姆的侄子罗宾、电影演员彼得·塞勒斯、歌手达斯蒂·斯普林菲尔德、甚至黑社会歹徒约翰·宾顿以及比她小17岁的园艺设计师罗迪·卢埃林等。
上世纪60-70年代，心灰意冷的玛格丽特公主一直住在加勒比海的穆斯蒂克岛上，过着与世隔绝的生活。
1971年，当玛格丽特公主的婚姻即将破裂之际，她又与比自己小17岁的情人———园艺设计师罗迪·卢埃林开始交往。但鲜为人知的是，一天玛格丽特公主和情人在沙滩上晒日光浴时，他们竟全都脱光了衣服，并拍下多张充满挑逗意味的裸体照片。

## 大眾文化
2008年，由罗杰·唐纳森导演，以此事件为主线的电影《银行大劫案》（The Bank Job）上映。电影中，英国军情五处为拿回迈克尔·X存放在银行保险箱中的玛格丽特公主的艳照，策划了这一抢劫案。